# Заволжск
Заво́лжск (до 1954 — Заволжье) — город (с 1954) в России, административный центр Заволжского района Ивановской области.
Население — 8896 чел. (2021).

## География
Расположен на левом берегу реки Волги (Горьковское водохранилище), напротив города Кинешма, с которым связан Кинешемским автомобильным мостом, в 105 км к северо-востоку от Иваново. В 4 км от одноимённой железнодорожной станции Северной железной дороги.

## История

### Ранняя история
Село Владычное, также известное как Богоявленское (по названию храма Богоявления Господня), располагавшееся на территории современного Заволжска, упоминается в источниках по крайней мере с XVII века. В начале этого столетия оно являлось административным центром волости Кинешемского уезда. Некоторые документы XV века также указывают на «село Богоявленское на реке Волге, оно же Владычное» как на одно из значимых мест благодаря наличию в нём храма. Ныне эта территория соответствует микрорайону «Фибра».
Богоявленский храм во Владычном впервые упоминается в 1628 году как деревянный. В 1778 году на средства прихожан было возведено каменное здание церкви. При ней была открыта одна из первых в округе церковно-приходская школа. После Смутного времени земли в окрестностях села жаловались мелким боярам и дворянам; в разное время его владельцами были Чаплины, Годуновы и Высоцкие.
К XVIII веку в селе насчитывалось шесть дворов, каменный двухэтажный помещичий дом и отдельно стоящий посёлок Поповка. Источники отмечали, что местные крестьяне, платившие оброк, усердно занимались земледелием и получали хорошие урожаи, а также располагали качественными заливными сенокосами. В тот же период были известны деревни Алекино и Чирково. Жители Алекина занимались рыболовством и изготовлением мельничных жерновов, а жители Чиркова, находившегося на тракте из Кинешмы в Кострому и Галич, промышляли рыбной ловлей, ямским извозом и перевозом пассажиров через Волгу.

### Промышленное развитие (XIX — начало XX века)
В середине XIX века на левом берегу Волги началось активное промышленное развитие. Были построены бумагопрядильная и бумаготкацкая фабрики, принадлежавшие товариществу Никольско-Богоявленской мануфактуры Д. Морокина и И. Тихомирова. В советское время, в 1925 году, на базе бывшей фабрики Тихомирова было создано второе крупное предприятие посёлка — фибровая фабрика. Ниже по течению Волги промышленниками Г. Разорёновым и И. Кокоревым была основана текстильная фабрика, получившая в народе название «Приволжанка».
Градообразующим предприятием стал химический завод, основанный в 1871 году у сельца Мысы отставным поручиком Василием Аркадьевичем Философовым. Завод производил серную и азотную кислоты, а также железный, медный и цинковый купоросы, являясь одним из старейших химических предприятий России. В 1907 году его приобрёл предприниматель Алексей Иванович Бурнаев-Курочкин. В 1901 году рядом с сернокислотным заводом было открыто предприятие «Товарищества Русского бензоло-анилинового завода», выпускавшее красители для текстильной промышленности. В 1930 году эти два химических предприятия были объединены в Кинешемский (позднее — Заволжский) химический завод имени М. В. Фрунзе.
В начале XX века в Заволжье появились значимые архитектурные и культурные объекты. В 1907—1908 годах при усадьбе Мысы был построен двухэтажный особняк из красного кирпича (с 1986 года — Заволжский художественно-краеведческий музей). Второй особняк Бурнаевых-Курочкиных (ныне — Заволжский городской Дом культуры) был возведён в 1915 году по проекту архитектора Виктора Александровича Веснина. На территории, которую сейчас занимает химзавод, находилась усадьба Фроловка, принадлежавшая дворянам Потехиным. Усадьба известна тем, что здесь гостил у своей тёти композитор Антон Степанович Аренский, работая над оперой «Сон на Волге». В этот же период в Заволжье открылось первое земское начальное народное училище.

### Советский период
20 февраля 1934 года постановлением Президиума ВЦИК был образован рабочий посёлок под наименованием Заволжье. В его состав вошли посёлки при химическом заводе и фабриках «Фибра» и «Приволжанка», а также населённые пункты Кужлевка, Жилинский, Тихомировский, Новый, Чирковский, Алексинский, Владычное, Чирково, Скрипцово, Жилино, Ураково, Мяснево и Рябининский, а также заволжская больница. К этому времени численность населения посёлка достигла 10 000 человек.
В 1932 году Ивановским областным проектно-планировочным бюро был разработан масштабный «Проект планировки поселка Заволжье». Он предполагал рост населения до 20 тысяч к 1938 году и до 25 тысяч к 1943 году. Застройка должна была вестись вдоль тракта Кинешма — Кострома (современная улица Мира). План включал строительство поликлиники, госпиталя, санатория, трёх аптек, двух бань, фабрики-кухни и сети столовых. Также был разработан проект парка культуры и отдыха на 50 га с домом культуры, летним театром, стадионом, парашютной вышкой и бассейном. В проекте впервые была заложена идея создания постоянного моста через Волгу для связи с Кинешмой.
Однако реальное развитие посёлка в 1930-е годы было более скромным. Жилищный вопрос стоял остро: из 1500 рабочих химзавода жильём были обеспечены лишь около 370. В 1932 году был сдан первый каменный трёхэтажный жилой дом («дом-блок»), но условия в нём были неудовлетворительными: отсутствовало электричество у рабочих, не было водопровода. Активно застраивалась улица Фрунзе (т. н. «соцгород»). В 1938 году был открыт детский сад на 120 мест (в здании, где позднее разместилась полиция), первых учеников приняла новая школа на 400 мест, открылся стадион. Культурная жизнь была представлена драмкружком и духовым оркестром при клубе «Красный химик». По оценке С. В. Касаткиной, заведующей Заволжским музеем, амбициозные планы 1932 года оказались нереализованными. В решении президиума поссовета от 1937 года указывалось, что «думать об осуществлении проекта совершенно нельзя» из-за отсутствия финансирования и неясных перспектив промышленного развития.
4 октября 1954 года рабочий посёлок получил статус города и был переименован в Заволжск. Название было дано по его географическому положению относительно областного центра Иваново (на тот момент) — за рекой Волгой.
В 1950-е — 1980-е годы город активно застраивался. В 1960-х годах были введены в эксплуатацию здание райкома КПСС (ныне — школа искусств), школа № 1 и главный больничный корпус. 9 октября 1968 года Заволжск стал районным центром. В 1970-е годы появились пятиэтажные дома на улицах Мира и Герцена, спортзал «Юбилейный», хлебозавод, автостанция и районная библиотека. В 1980-е продолжалась застройка панельными домами. В 1963 году в здании бывшей усадьбы Погост был открыт мемориальный музей астронома Ф. А. Бредихина.

### Современный период
Важным событием для города стало открытие в 2003 году автомобильного моста через Волгу, который обеспечил постоянную транспортную связь с Кинешмой и правобережной частью Ивановской области.

## Население
| 1939    | 1959    | 1967    | 1970    | 1979    | 1989    | 1992    | 1996    | 1998    |
| ------- | ------- | ------- | ------- | ------- | ------- | ------- | ------- | ------- |
| 12 117  | ↗15 487 | ↘15 000 | ↗16 718 | ↗17 226 | ↘16 560 | ↘16 100 | ↘15 700 | ↘15 000 |
| 2000    | 2001    | 2002    | 2003    | 2005    | 2006    | 2007    | 2008    | 2009    |
| ↘14 400 | ↘14 000 | ↘13 455 | ↗13 500 | ↘12 600 | ↘12 200 | ↘11 800 | ↘11 600 | ↘11 278 |
| 2010    | 2011    | 2012    | 2013    | 2014    | 2015    | 2016    | 2017    | 2018    |
| ↗12 045 | ↘12 000 | ↘11 757 | ↘11 561 | ↘11 239 | ↘10 952 | ↘10 664 | ↘10 384 | ↘10 121 |
| 2019    | 2020    | 2021    |         |         |         |         |         |         |
| ↘9836   | ↘9637   | ↘8896   |         |         |         |         |         |         |

На 1 января 2025 года по численности населения город находился на 969-м месте из 1124 городов Российской Федерации.
Национальный состав
По итогам переписи населения 2020 года проживали следующие национальности (национальности менее 0,1 % и другое, см. в сноске к строке «Другие»):
| Национальность | Численность, чел. | Доля     |
| -------------- | ----------------- | -------- |
| Русские        | 8427              | 94,73 %  |
| Татары         | 57                | 0,64 %   |
| Украинцы       | 23                | 0,26 %   |
| Армяне         | 13                | 0,15 %   |
| Другие         | 376               | 4,22 %   |
| Итого          | 8896              | 100,00 % |

## Экономика
Основные промышленные предприятия Заволжска: «Заволжский химический завод им. М. В. Фрунзе» (производство красителей и т. п.) — градообразующее предприятие, фибровая фабрика (фибра листовая, чемоданы и др.), фабрика «Заречье-сервис» (бельевой трикотаж, чулочно-носочные изделия), «Заволжсклён», «Заволжскжелезобетон», предприятия пищевой промышленности (в том числе молокозавод), леспромхоз.

## Достопримечательности
- Одной из достопримечательностей города является церковь Богоявления (1778)[29].
- На окраине Заволжска, в селе Бредихино располагалась усадьба Погост астронома Ф. А. Бредихина, который был похоронен в фамильном склепе в 1904 году. Мемориальный музей учёного, располагавшийся в этой усадьбе, сгорел в 1994 году[30].
- Заволжский городской художественно-краеведческий музей, расположенный в особняке Бурнаевых—Курочкиных[31]. Постоянные выставки:
  - Картинная галерея имени народного художника России В. Н. Телина.
  - Жизнь и научная деятельность ученого-астронома Ф. А. Бредихина.
  - История Заволжского химического завода.
  - Комната крестьянского быта.
- Камень крестовик с речки Мережка.

День города — последняя суббота мая.
- Заволжский художественно-краеведческий музей
- Руины усадьбы Погост
- Склеп Бредихиных
- Церковь Богоявления, 1778 год

## Экология
В городе наблюдается среднеблагоприятная экологическая обстановка. На это прежде всего влияет химический завод и ядерные испытания «Глобус—1», проводившиеся в 1971 году в деревне Галкино, которая находится в тридцати километрах от города.
В конце 2015 года осуществлена полная реабилитация радиационно опасного объекта «Глобус—1». Теперь он соответствует требованиям санитарно-гигиенических нормативов.

## Транспорт
- Автомобильный

Рейсы автобуса в Костромскую область, Островское, регулярное расписание в Кинешму каждые 15—20 минут и др.
- Железнодорожный

Грузовая станция «Заволжск». Пассажирское движение отсутствует. Ближайшая станция с пассажирским движением в городе Кинешма.

## Средства массовой информации

### Газеты
- «Авангард» — общественно-политическая газета[34]

### Радио
В Заволжске возможен уверенный прием радиостанций, вещающих в Кинешме.